# Familia Huxley

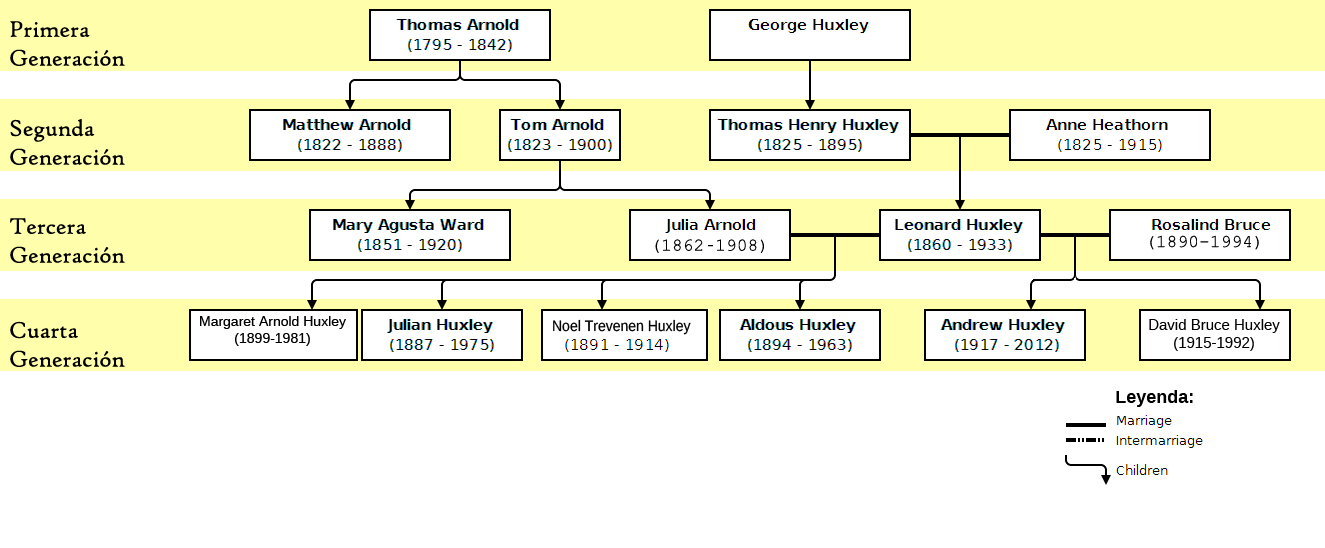
Árbol genealógico de la familia Huxley

La familia Huxley es una familia británica en la que varios de sus miembros se han destacado en campos tales como la ciencia, medicina, arte y literatura. Algunos miembros de esta familia también han ocupado puestos de relevancia en el servicio público del Reino Unido. 
El patriarca de la familia fue el zoólogo y especialista en anatomía comparada Thomas Henry Huxley. Su hijo fue el escritor Leonard Huxley y entre sus nietos se encuentran:
- Aldous Huxley, escritor autor de las obras Un mundo feliz y Las puertas de la percepción.
- Julian Huxley, evolucionista y el primer director de UNESCO.
- Andrew Huxley, fisiólogo que fue distinguido con el Premio Nobel de Medicina en 1963.